# Limonium costae
Limonium costae är en triftväxtart som först beskrevs av Heinrich Moritz Willkomm, och fick sitt nu gällande namn av Sandro Alessandro Pignatti. Limonium costae ingår i släktet rispar, och familjen triftväxter. Inga underarter finns listade i Catalogue of Life.